# Pollenia pallida
Pollenia pallida este o specie de muște din genul Pollenia, familia Calliphoridae, descrisă de Boris Borisovitsch Rohdendorf în anul 1926. Conform Catalogue of Life specia Pollenia pallida nu are subspecii cunoscute.